# Krzeszów (stacja kolejowa)
Krzeszów – zamknięta w 1992 roku stacja kolejowa w Krzeszowie na linii kolejowej nr 330, w województwie dolnośląskim, w Polsce. Po raz ostatni pociąg pasażerski odjechał z niej 15 sierpnia 2002; był to pociąg nadzwyczajny.